# Anthony Okogie
Anthony Olubunmi kardinál Okogie (* 16. června 1936 Lagos) je nigerijský římskokatolický kněz, bývalý arcibiskup Lagosu, kardinál.
Studoval v semináři v Ibadanu, na další studia odejel do Říma. V roce 1966 získal licenciát z teologie. Po návratu do vlasti přijal 11. prosince 1966 kněžské svěcení. Plnil řadu duchovních funkcí v arcidiecézi Lagos, mj. v arcidiecézní kurii. Zabýval se katolickým školstvím a náboženskými rozhlasovými stanicemi.
Dne 5. června 1971 byl jmenovaný pomocným biskupem diecéze Oyo, biskupské svěcení přijal 29. srpna téhož roku. O dva roky později, 13. dubna 1973, ho papež Pavel VI. jmenoval arcibiskupem Lagosu. Při konzistoři 21. října 2003 ho papež Jan Pavel II. jmenoval kardinálem. Účastnil se konkláve v roce 2005.
Po dovršení kanonického věku nabídl svoji rezignaci na funkci arcibiskupa Lagosu. Papež Benedikt XVI. přijal jeho rezignaci 25. května 2012. Jeho nástupcem se stal arcibiskup Alfred Adewale Martins.